# Pseuderanthemum congestum
Pseuderanthemum congestum là một loài thực vật có hoa trong họ Ô rô. Loài này được (S. Moore) Wassh. miêu tả khoa học đầu tiên năm 1998.